# 에버르의 구애

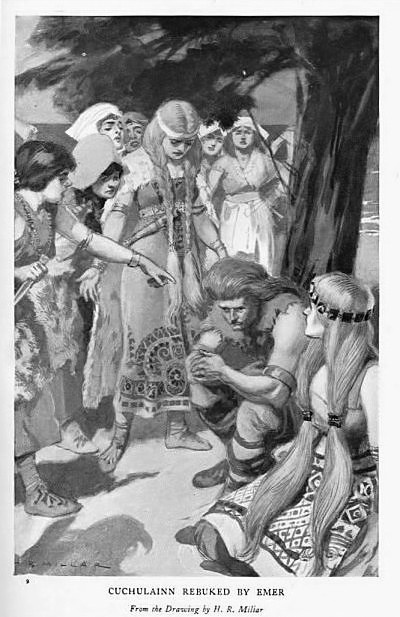
에버르에게 구박당하는 쿠 훌린. 1905년경 그림.

〈에버르의 구애〉(아일랜드어: Tochmarc Emire, 영어: Wooing of Emer)는 아일랜드 신화 중 얼스터 대계의 이야기들 중 하나이다.
대계에서 가장 긴 이야기 중 하나로, 영웅 쿠 훌린이 에버르와 결혼하기 위해 노력하는 내용으로, 에버르는 대계의 다른 이야기들에서도 쿠 훌린의 아내로 등장한다. 쿠 훌린이 여전사 스카하크 밑에서 수련한 이야기 역시 여기에 나온다.

## 필사본
〈에버르의 구애〉는 두 판본이 있다. 먼저 쓰여진 판본은 길이가 짧은데, 15/16세기에 쓰여진 Rawlinson B 512에 보존되어 있으나, 여기서는 이야기의 도입 부분이 없고 쿠 훌린과 에버르 사이의 수수께끼가 가장 먼저 나온다. 쿠노 마이어(Kuno Meyer)는 이 이야기가 10세기경 쓰여졌다고 추측했다. 고대 아일랜드어로 이야기된 원본은 아마 8세기까지 거슬러 올라갈 것으로 생각되나, 중세 아일랜드어가 사용된 시대에 텍스트로 구술되는 과정에서 당대 기준으로 현대화되었다.
보다 긴 판본(LU, Stowe D iv 2, Harleian 5280, 23 N 10, 그리고 파편 두 개에 보존됨)은 중세 아일랜드어 시기에 쓰여졌으며 앞서 언급된 판본에 많은 내용이 추가되어 있다.
- Leabhar na hUidre (LU): p 121a-127b (Dublin, RIA). Second part missing.
- Stowe D IV 2: f 74Ra-78Vb (Dublin, RIA). Complete.
- Rawlinson B 512: f 117Ra-118Rb (Oxford, Bodleian Library). First part missing.
- Book of Fermoy 23 E 29: p 207a-212b (Dublin, RIA). Fragment
- Egerton 92: f 24Ra-25Vb (London, British Library). Fragment
- Harley 5280: f 27R-35Rb (London, British Library). Complete.
- 23 N 10 (formerly Betham 145): p 21-24 & 113-124 & 11-12 & 25-26 & 125-128 (Dublin, RIA). Complete.
- Book of Leinster (LL), f 20a46 ff (Trinity College Dublin). Variant of § 30 as found in Echtra Machae.